# Віталій Дорошенко
Віталій Дорошенко (нар. 12 грудня 1994, Херсон, Україна) — португальський та український футболіст, півзахисник клубу «Фос» (Порту).

## Життєпис
Народився в Херсоні. У 8-річному віці батьки Віталія емігрували до Португалії. На юнацькому рівні з 2005 по 2013 рік виступав за «Гафанью», «Порту», «Кандал» та «Уніау Ногейренсі». У «Порту» виступав під керівництвом Вітора Перейри та Луїша Мігеля. У сезоні 2011/12 років перебував у заявці дорослого складу «Кандала», але в її складі не зіграв жодного офіційного поєдинку. У 2013 році виступав за «Доксу Катокопіас» у Першому дивізіоні Кіпру. Дебютував за команду в поєдинку проти АЕЛа, в якому вийшов на поле на 86-й хвилині замість Карлітуша. Дебютним голом у новій команді відзначився в поєдинку проти «Неа Саламінас». Також відзначився голом у складі «Докси» в поєдинку Кубку Кіпру проти «Олімпіакоса» (Нікосія). З 2014 по 2016 рік виступав за «Ногейренсі» (за винятком 6 місяців у 2015 році, коли Віталій виступав за «Олімпіакос» (Нікосія)). Сезон 2016/17 років провів у «Валдареш-Гая». З 2017 року захищає кольори «Фос» (Порту).

## Статистика виступів

### Клубна
Станом на 26 травня 2014
| Клуб               | Сезон             | Ліга                  | Ліга  | Ліга | Кубок | Кубок | Інші  | Інші | Загалом | Загалом |
| Клуб               | Сезон             | Дивізіон              | Матчі | Голи | Матчі | Голи  | Матчі | Голи | Матчі   | Голи    |
| ------------------ | ----------------- | --------------------- | ----- | ---- | ----- | ----- | ----- | ---- | ------- | ------- |
| «Докса Катокопіас» | 2013–14           | Перший дивізіон Кіпру | 8     | 1    | 2     | 2     | 0     | 0    | 10      | 3       |
| Усього за кар'єру  | Усього за кар'єру | Усього за кар'єру     | 8     | 1    | 2     | 2     | 0     | 0    | 10      | 3       |